# فلورنتينو مولينا
فلورنتينو مولينا (بالإسبانية: Florentino Molina)‏ هو لاعب غولف أرجنتيني، ولد في 30 ديسمبر 1938 في ريو كوارتو في الأرجنتين.

## وصلات خارجية
- فلورنتينو مولينا على موقع رابطة لاعبي الغولف المحترفين (الإنجليزية)
- فلورنتينو مولينا على موقع رابطة أوروبا للاعبي الغولف المحترفين (الإنجليزية)